# نورمان غرينوود
نورمان نيل غرينوود (بالإنجليزية: Norman Neill Greenwood)‏، (19 يناير 1925 - 14 نوفمبر 2012) كان كيميائيًّا أستراليًّا بريطانيًّا وأستاذًا فخريًّا بِجامعة ليدز. ألَّف الكتاب المدرسي «كيمياء العناصر» (بالإنجليزية: Chemistry of the Elements)‏ مع آلان إيرنشو، نُشِر لأول مرة في عام 1984.